# Doug Burke
Douglas Lambert "Doug" Burke, född 30 mars 1957 i Modesto, är en amerikansk vattenpolospelare. Han gjorde tre mål i den olympiska vattenpoloturneringen i Los Angeles där USA tog silver.
Burke studerade vid Stanford University. Han var tilltänkt för det amerikanska landslaget redan vid olympiska sommarspelen 1980 men USA beslutade att bojkotta OS den gången.
Burke gjorde sju mål när USA vann vattenpoloturneringen vid panamerikanska spelen 1983 i Caracas.